# ママ・ゴーゴー
『ママ・ゴーゴー』（タイ語: Mama Gogo แม่มาคุม...หนุ่มบาร์ร้อน）は、クリス・ホーワン、ターナット・ロークンナソムバット（リー）、パウィンヌ・パンナコーン（プキー）が主演する2022年に放映されたタイのテレビドラマシリーズ。
Jojo Tichakorn Phukhaotongが監督し、GMMTVがHard Feeling Filmとともに制作した本作は、2020年12月3日にGMMTVが開催した「GMMTV2021：The New Decade Begins」イベントにて発表された2021年放送予定の16のドラマシリーズの1つだったが、放送は2022年に変更された。2022年6月12日の日曜日 20:30（ICT）より、GMM 25で放送され、同日22:30（ICT）にオンラインプラットフォームのAIS Playで公開されている。

## キャスト

### 主演
- アニー：クリス・ホーワン

- チェン：ターナット・ロークンナソムバット（リー）

- ティナ：パウィンヌ・パンナコーン（プキー）

### 助演
- カユ：ウェイアー・サングーン（ジョス）
- カンパン：ピラパット・ワタナセッシリ（アース）

- クンテーン：チャナンパット・カモンキーリーラック（ジジ）

- チョーク：チンラット・シリポンチャワリット（マイク）

- ユス：シワコーン・レーチューチョー（ガイ）

- ムーダン：スパコーン・シーポートーン（ポッド）

- オート：ジラキット・クーアーヤクン（トップタップ）

- マイケル：サッタブット・レーディキー（ドレイク）

- フィファ：アピチヤー・サエチャン（サイシー）

- ヒュージ：チョンナカン・アーポンスティナン（ガンスマイル）

- ボール：ナット・サクダトーン

- スイ：プッタチャード・ポンスチャート（トゥイトゥイ）- พุทธชาด พงศ์สุชาติ (ตุ๊ยตุ่ย)

- ドーム：パタラ・エークサーンクン（フォエイ）

## オリジナルサウンドトラック
| タイトル          | アーティスト | 備考  |
| ----------------- | ------------ | ----- |
| ว่างอยู่ (Available) | Jan & Ciize  | [ 4 ] |

## タイでの評価
- 最も低い評価は青文字で、最も高い評価は赤文字で示されます。

| 回       | 放送日        | 放送時間   | 評価  | 備考   |
| -------- | ------------- | ---------- | ----- | ------ |
| 特番     | 2022年6月5日  | 20:30(ICT) | 0.103 | [ 5 ]  |
| 1        | 2022年6月12日 | 20:30(ICT) | 0.187 | [ 6 ]  |
| 2        | 2022年6月19日 | 20:30(ICT) | 0.159 | [ 7 ]  |
| 3        | 2022年6月26日 | 20:30(ICT) | 0.144 | [ 8 ]  |
| 4        | 2022年7月3日  | 20:30(ICT) | 0.108 | [ 9 ]  |
| 5        | 2022年7月10日 | 20:30(ICT) | 0.206 | [ 10 ] |
| 6        | 2022年7月17日 | 20:30(ICT) | 0.170 | [ 11 ] |
| 7        | 2022年7月24日 | 20:30(ICT) | 0.148 | [ 12 ] |
| 8        | 2022年7月31日 | 20:30(ICT) |       |        |
| 9        | 2022年8月7日  | 20:30(ICT) |       |        |
| 10       | 2022年8月14日 | 20:30(ICT) |       |        |
| 11       | 2022年8月21日 | 20:30(ICT) |       |        |
| 12       | 2022年8月28日 | 20:30(ICT) |       |        |
| 平均評価 | 平均評価      | 平均評価   |       | 1      |

^1 エピソードごとの平均評価に基づく